# 麻静
麻静，女性，中国环球电视网北美分台台长，中国中央电视台记者、编辑，北京广播学院校友。

## 教育背景
麻静1994年毕业于北京广播学院国际新闻专业。2003年至2004年，麻静获国家公派到英国伦敦大学皇家霍洛维学院，获得影视制片专业硕士学位。她于2010年考入中国传媒大学国际传播专业攻读博士学位。

## 传媒生涯
1994年，麻静毕业分配进入中央电视台外语新闻部担任记者、编辑。她经历了中央电视台英语国际频道（后来的英语新闻频道、中国环球电视网主频道）的创建和发展。她曾在1998年至2001年担任英语新闻制片人，期间参与开办夜间新闻节目CCTV News。2002年，她创立旅游指南节目。她策划的节目《敦煌》获2004年中国彩虹奖最佳编辑、最佳撰稿、专题节目二等奖。2005年，麻静升任英语频道总监助理，协助领导了频道改版，创办新闻一小时、今日中国等多个节目。2010年，她参与领导了英语频道的又一次改版。不久，她升任中央电视台英语新闻频道总监。
2011年，中央电视台决定在北美成立海外分台，麻静被选为负责人。这年11月，她与核心团队一同赴美。团队在三个月内完成了电视台的组建，北美分台的节目成功按照计划在2012年2月6日播出。后来，中国中央电视台设立中国国际电视台（中国环球电视网），北美分台成为中国环球电视网所属的分台。
《纽约时报》称，有消息人士透露中国环球电视网北美分台在2019年3月11日华盛顿总部会议上宣布麻静与她的一位副职将会被调回中国，同时奉调回国的还有十余名员工。此前，按照《外国代理人登记法》要求，中国环球电视网向美国司法部提交了备案文件。麻静在文件中声称中国环球电视网并不听命于中国政府，而是一家独立于任何国家的新闻机构。北京外国语大学新闻学退休教授展江认为，麻静被召回中国可能与此事有关，中国环球电视网采编自主、不受中国领导的说法令中国政府不满。乔治·华盛顿大学法学教授乔纳森·特尔利则认为，中国环球电视网向美国司法部提交的备案文件可能招致后续的法律行动，麻静等人返回中国可以避免她们卷入法律纠纷，使得中美贸易谈判等重要双边关系问题不受干扰。